# 陣幕久五郎
陣幕 久五郎（じんまく きゅうごろう、文政12年5月3日（1829年6月4日） - 明治36年（1903年）10月21日）は、出雲国意宇郡意東村（現・島根県松江市東出雲町下意東）出身で秀ノ山部屋（入門時は滝登部屋）に所属した大相撲力士。第12代横綱（江戸最後の横綱）。本名は石倉 槇太郎（いしくら まきたろう）。
「負けず屋」と言われた強豪で、明治維新の後に大阪頭取総長となり横綱の代数を創案した。

## 来歴
文政12年5月3日（1829年6月4日）に、出雲国意宇郡意東村の農家に生まれる。14歳だったある日、兄と友人の3人で小舟に乗って海釣りを楽しんでいると、昇った月が3個に分割してその間に3個の星が出ているのが見え、左から右へ旋回する様子が15分ほど見られた。3人の中で自分だけが見えたため、愼太郎は以前から好きだった相撲で名を挙げなければならないと決心して力士を志した。弘化4年（1847年）、大坂相撲の巡業へ飛び入り参加して自信を持ち、尾道の土地相撲へ加入してその力量を認められると同時に、黒縅槙之助と名乗って同郷の力士・初汐久五郎の弟子となった。
嘉永元年（1848年）に初汐が没すると、巡業に飛び入り参加したことがある大坂相撲に戻り、朝日山四郎右衛門の門人となって嘉永3年（1850年）11月場所に初土俵を踏む。安政4年（1858年）1月場所で新入幕を果たすと、江戸相撲へ加入して秀ノ山部屋に所属する。当初は徳島藩の抱え力士として出発したが、途中で松江藩の抱え力士となり、元治元年（1864年）10月以降は薩摩藩の抱え力士となった。この所属替えが、後に明治以降における陣幕の活動を助けることとなるが、度重なる所属替えは徳島藩士の陣幕への嫌悪へ繋がった。
慶応2年（1866年）11月場所で大関へ昇進し、慶応3年（1867年）正月に五条家から、同年10月に吉田司家から江戸時代で最後となる横綱免許が授与された。
同年4月場所7日目、陣幕は徳島藩の抱え力士で、かつては共に「阿波の四天王」と称されたこともある強豪力士・鬼面山谷五郎と対戦。土俵脇の砂かぶりでは徳島・薩摩の両藩士が刀の柄に手をかけ、立行司・式守伊之助も顔面蒼白になるという一触即発の重々しい雰囲気の中、両者は待った2度、水入り2度の後に引き分けた。水入りの際の場内の大騒ぎは、天地も崩れるほどだったと伝わる。
陣幕が横綱として相撲を取ったのは同年11月場所までと非常に短期間で、その後は明治維新の動乱に巻き込まれていく。
慶応3年12月25日（1868年1月19日）、江戸・三田で発生した薩摩藩邸焼討事件の直前に偶然近くを通ると、たむろする武士達を見て即座に藩邸への襲撃を予知し、汐留の船宿から早船で本所の自宅に戻り、藩抱えの力士全員を召集した上で、妻と別れの盃を交わすと早船で芝の藩邸に戻った。しかし、藩邸は既に庄内藩士らの手によって焼き討ちされたため、陣幕は川崎の漆田の家まで走って向かい、知人に対して大坂にいる西郷隆盛へ急を知らせる手紙を送るように頼んだ。この手紙は慶応4年1月2日（1868年1月26日）に西郷の元へ届けられた。戊辰戦争では官軍の荷駄掛かりや、京都に上って薩摩藩主・島津忠義の護衛を担当した。
その後は東京相撲を離れ、年寄・陣幕として大阪相撲の頭取総長を務め、大阪相撲を東京相撲と同等にまで引き上げる活躍を見せた。明治6年（1873年）6月6日には大阪造幣寮での天覧相撲において大阪相撲頭取総長として取組を編成したが、陣幕が決めた編成に西郷隆盛が納得せず、強引に大関・八陣の対戦相手を務めるように命じられた。当時既に引退から3年が経過していたために勝利することなど出来ず、『行在所日記』には「東方薩摩の陣幕は　大坂の八陣に負けたりければ　流石の西郷も座に耐えずして　蒼惶として拝辞して退きけるとぞ」と書かれている。これが元で明治13年（1880年）9月場所限りで廃業し、実業家へ転身した。
明治21年（1888年）5月には、靖国神社での大祭奉納大相撲で横綱土俵入りを奉納したほか、明治29年（1896年、明治28年説もある）には力士として初の自伝「陣幕久五郎通高事跡」を著した。実業家としては、とりわけ相撲関係の建碑事業に奔走し、明治33年（1900年）に竣工した東京・深川の富岡八幡宮の「横綱力士碑」を建てるなど、全国各地に相撲に関する碑を建てた。元勲元老を始めとする政財官界の大物が陣幕の建碑活動に全面的に協力しており、かつて薩摩藩抱えだった経歴を十二分に活用する形となった。
晩年は相撲興行中に限って、東両国の日除地の一角で横綱煎餅を販売していたと伝わる。明治36年（1903年）10月21日に死去、74歳没。陣幕は遺言通り、生前に作らせた75kgの檜製の棺に横綱を巻き付けて葬られた。陣幕の墓は東京都品川区の光取寺と、広島県尾道市の光明寺にある。

## エピソード
- 錦絵も写真も眼光鋭い陣幕の様子をよく描写しており、威圧感は十分だった。ただ、初めのうちは弱いと思われていたため、弾みで「生首をやる」と発言して後日必死に謝罪する羽目になった者がいたり、不知火光右衛門に鼻であしらわれたことで、その後の対戦で二度と負けなかったりした。
- 「陣幕」という四股名は、後に大日本相撲協會に拠って年寄名跡「北陣」として現在に至るまで代々受け継がれている。名跡が北陣に変わっているのは、陣幕長兵衛を祖とする「陣幕」と同名となるため、“北陣幕”と呼んで区別していた名称が変化したものである（陣幕長兵衛の陣幕は、別名「南陣幕」と言われていた）。なお、大正初期の幕内力士・八甲山純司が一時的に「陣幕久五郎」を名乗ったことがある。
- 陣幕の死去から88年後の平成3年（1991年）、千代の富士貢が引退して年寄・陣幕を襲名した際、陣幕の故郷である東出雲町では千代の富士と師匠である北の富士勝昭を招いて陣幕の顕彰記念行事を催している。
- 自叙伝「陣幕久五郎通高事跡」にある自作の「うけながら 風の押てを 柳かな」は相撲極意を表すと伝承される[2]。

## 主な成績
- 通算幕内成績：87勝5敗17分3預65休　勝率.946
- 幕内在位：19場所
- 三役在位：6場所（関脇6場所、小結なし）
- 大関在位：1場所
- 横綱在位：2場所
- 優勝相当成績：5回

横綱在位は僅か2場所だが、勝率は10割（1867年3月場所：7勝2分、同年11月場所：7勝で、合計14勝0敗2分）という記録を打ち立てている。

### 場所別成績
江戸相撲の本場所のみを示す。
| 1850年 | x                       | 幕下付出 –             |
| 1851年 | 西幕下32枚目 –          | 番付非掲載 不出場      |
| 1852年 | 西幕下44枚目 –          | 西幕下41枚目 –         |
| 1853年 | 番付非掲載 不出場       | 番付非掲載 不出場      |
| 1854年 | 番付非掲載 不出場       | 番付非掲載 不出場      |
| 1855年 | 西幕下31枚目 – 興行中止 | x                      |
| 1856年 | 西幕下31枚目 –          | 西幕下12枚目 –         |
| 1857年 | 西幕下11枚目 –          | 西幕下2枚目 7–1–1 1分  |
| 1858年 | 東前頭6枚目 5–0–2 3分   | 東前頭4枚目 – 興行中止 |
| 1859年 | 東前頭7枚目 3–0–6 1分   | 東前頭2枚目 6–2–1 1預  |
| 1860年 | 東前頭2枚目 4–1–3 2分   | 東前頭2枚目 5–0 2分    |
| 1861年 | 東前頭2枚目 9–0–1       | 東前頭2枚目 5–0–4 1分  |
| 1862年 | 東前頭2枚目 4–1–4 1分   | 東前頭2枚目 5–0–3 2分  |
| 1863年 | 東張出関脇 7–0–2 1分    | 東張出関脇 0–0–9       |
| 1864年 | 番付非掲載 不出場       | 東張出関脇 0–0–10      |
| 1865年 | 東張出関脇 0–0–10       | 東関脇 6–0–2 1分1預    |
| 1866年 | 東関脇 6–1–2 1預        | 西大関 8–0–1 1分       |
| 1867年 | 西大関 7–0–1 2分        | 西大関 引退 7–0–3      |
| 各欄の数字は、「勝ち-負け-休場」を示す。 優勝 引退 休場 十両 幕下 三賞：敢=敢闘賞、殊=殊勲賞、技=技能賞 その他：★=金星 番付階級：幕内 - 十両 - 幕下 - 三段目 - 序二段 - 序ノ口 幕内序列：横綱 - 大関 - 関脇 - 小結 - 前頭（「#数字」は各位内の序列） |                         |                        |